# Karlheinz Biederbick

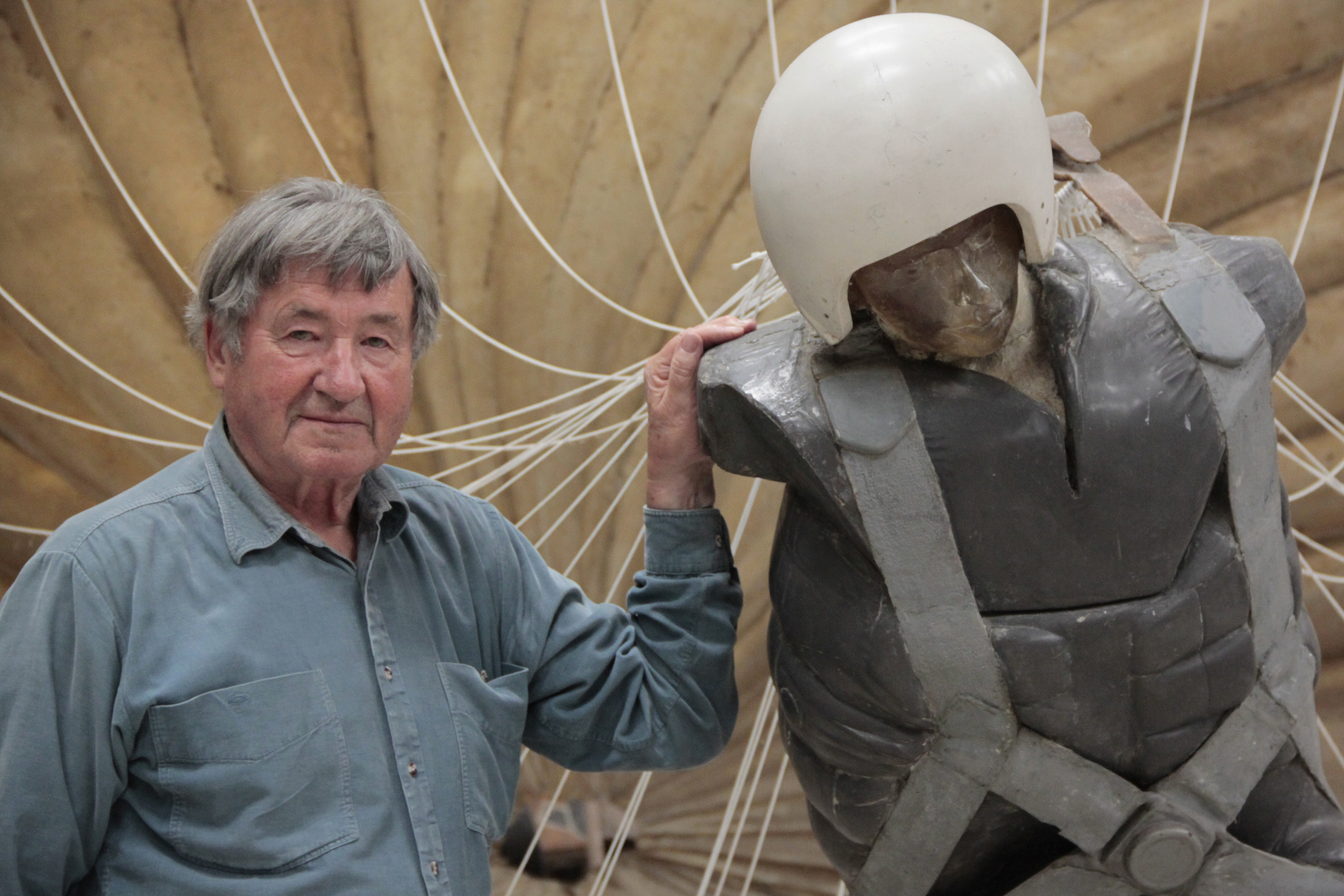
Karlheinz Biederbick (2015)

Karlheinz Biederbick (* 13. Juni 1934 in Magdeburg) ist ein deutscher Bildhauer.

## Leben
Nach dem Abitur und einem Chemiestudium (1955–1962) in Heidelberg studierte Karlheinz Biederbick von 1962 bis 1968 Bildhauerei an der HfBK Berlin bei Bernhard Heiliger. Dabei beschäftigten ihn zunächst konstruktive Probleme in Bezug auf abstrakte Plastik. Ab Mitte der 1960er Jahre setzte er sich zudem mit der Gestaltung menschlicher Figuren auseinander, ein Prozess, der ab 1968 deutlich auf die Modellierung realistischer Plastiken zuläuft. 1970 gelang ihm seine erste konstruktiv erfasste realistische Plastik, die aus drei Polyesterfiguren bestehende „Badegesellschaft“. Von 1973 bis 1999 war Biederbick Professor für Bildhauerei an der HfBK Berlin. 1976 trat er der Gruppe Zebra bei.
Biederbick wohnt und arbeitet in Berlin, Bahnitz an der Havel (Milower Land), Soest und Ginostra (Stromboli, Italien).

## Werk-Phasen
„Polyester-Realismus“
Die in Zusammenarbeit mit seiner Frau, der Bildhauerin Christa Biederbick, entwickelte realistische Plastik weist eine Reihe charakteristischer Merkmale auf. Die Figuren sind lebensgroß, sie stehen nicht auf Podesten, sondern auf ebener Erde, dem Betrachter gegenüber. Als Werkstoff dient nicht Marmor oder Bronze, sondern relativ billiges Polyesterharz, Material, das keinen Affektionswert besitzt, also keine Aufmerksamkeit bindet. Bemerkenswert ist auch, dass sich keine Werkzeugspuren zeigen, die von der Formulierung ablenken könnten. Wichtig ist der gezielte Einsatz von Farbe. Durch die Pigmentierung des Materials entsteht die Illusion von Haut, Hosenstoff usw. und damit ein weiterer Verweis auf das primäre Ausdrucksziel: die Erfahrung sichtbarer Wirklichkeit, wobei nicht naturalistische Wiedergabe gemeint ist, sondern – hier schlagen die Erfahrungen durch, die Biederbick während seiner abstrakten Phase machen konnte – die Wirkung, die durch Form entsteht.
Gruppenbilder
Zwischen 1976 und 1987 stehen die von Biederbick als Gruppenbilder bezeichneten Arbeiten wie „Aufbruch“ (bezieht sich auf ein Zeitungsphoto aus dem Jahr 1933) oder „Konferenz“ im Vordergrund. Während es bei den zuvor entstandenen Plastiken um die Entfaltung der jeweils dargestellten Persönlichkeit (z. B. „Mann auf Badewanne“, 1971) ging, passiert in den Gruppenbildern das Gegenteil: die Entindividualisierung – dargestellt über stereotype Gesten und schablonenhafte Gesichter.
Reliefs
Mit der großflächigen Relieftafel „Flugtag“, der eine Reihe von Holzminiaturen im reliefnahen Raum vorausgegangen waren, verlagert sich ab 1988 sein Interesse schrittweise in Richtung Relief. Hervorzuheben unter den ersten diesbezüglichen Werken ist die in Ton modellierte und in Polyester abgeformte Arbeit „Hi im Olympiastadion 1936“ aus dem Jahr 1998. Darüber hinaus sind seit 1998 mehrere hundert, teils farbig gefasste Reliefminiaturen (DIN A5) aus Terrakotta entstanden. Dabei handelt es sich um Landschaften, historische Situationen oder um Darstellungen gesellschaftskritischen bzw. politischen Inhalts, die in der Regel auf eigene Skizzen oder Zeitungsfotos zurückgehen.

## Arbeiten im öffentlichen Raum
- „Arbeiter mit Preßlufthammer“ (Bundesanstalt für Arbeitsschutz Dortmund, Polyester)
- „Arbeiter mit Preßlufthammer“ (Skulpturengarten Auguste-Viktoria-Krankenhaus Berlin, Bronzeversion)
- „Fallschirmspringer“ (Freie Universität Berlin, Bronzeversion)
- „Aufbruch“ (Freie Universität Berlin, Polyester)
- „Vor dem Start“ (Flughafen Tegel, Berlin, Bronzeversion)
- „Flugtag“ (Flughafen Bremen, Holz)
- „Zeitungsleser“, (Stadt Lüdenscheid, Bronzeversion)
- „Läufer“ (Sportstadion Berlin-Neukölln, Bronzeversion)